# Çubuklu, Serdivan
Çubuklu là một xã thuộc quận Serdivan, tỉnh Sakarya, Thổ Nhĩ Kỳ. Dân số thời điểm năm 2008 là 860 người.